# Dienstauszeichnung für den Reichsarbeitsdienst

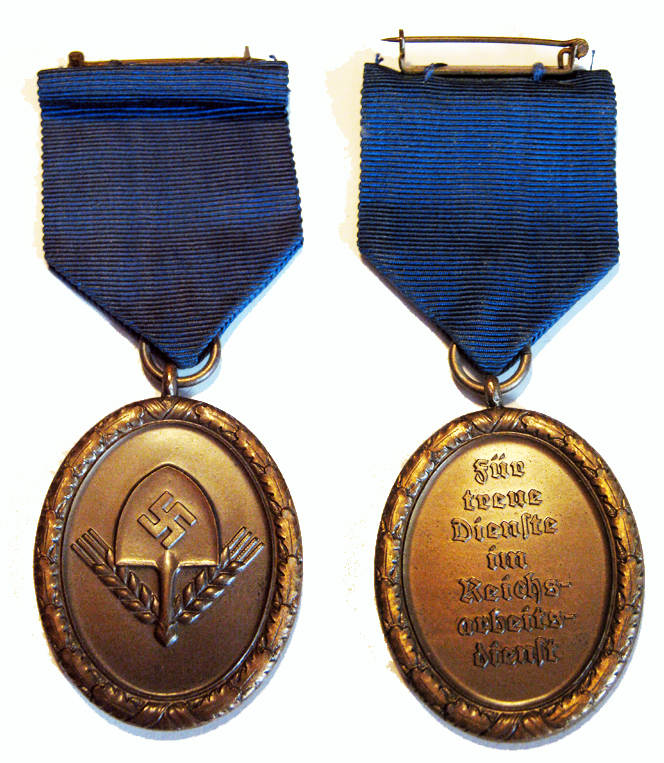
Dienstauszeichnung für männliche Jugend in Bronze (4. Stufe)

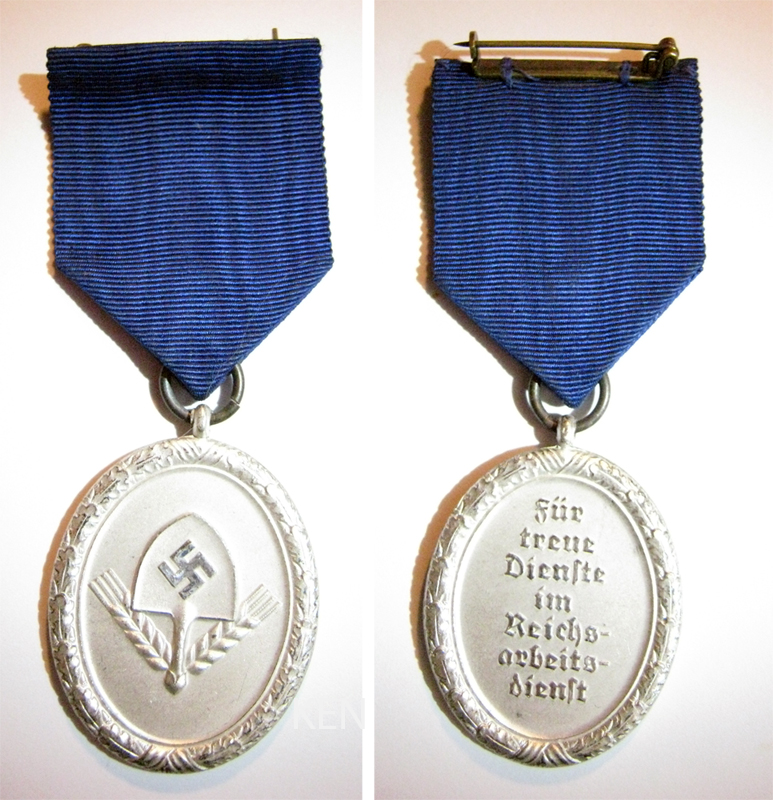
Dienstauszeichnung für männliche Jugend in Silber (3. Stufe)

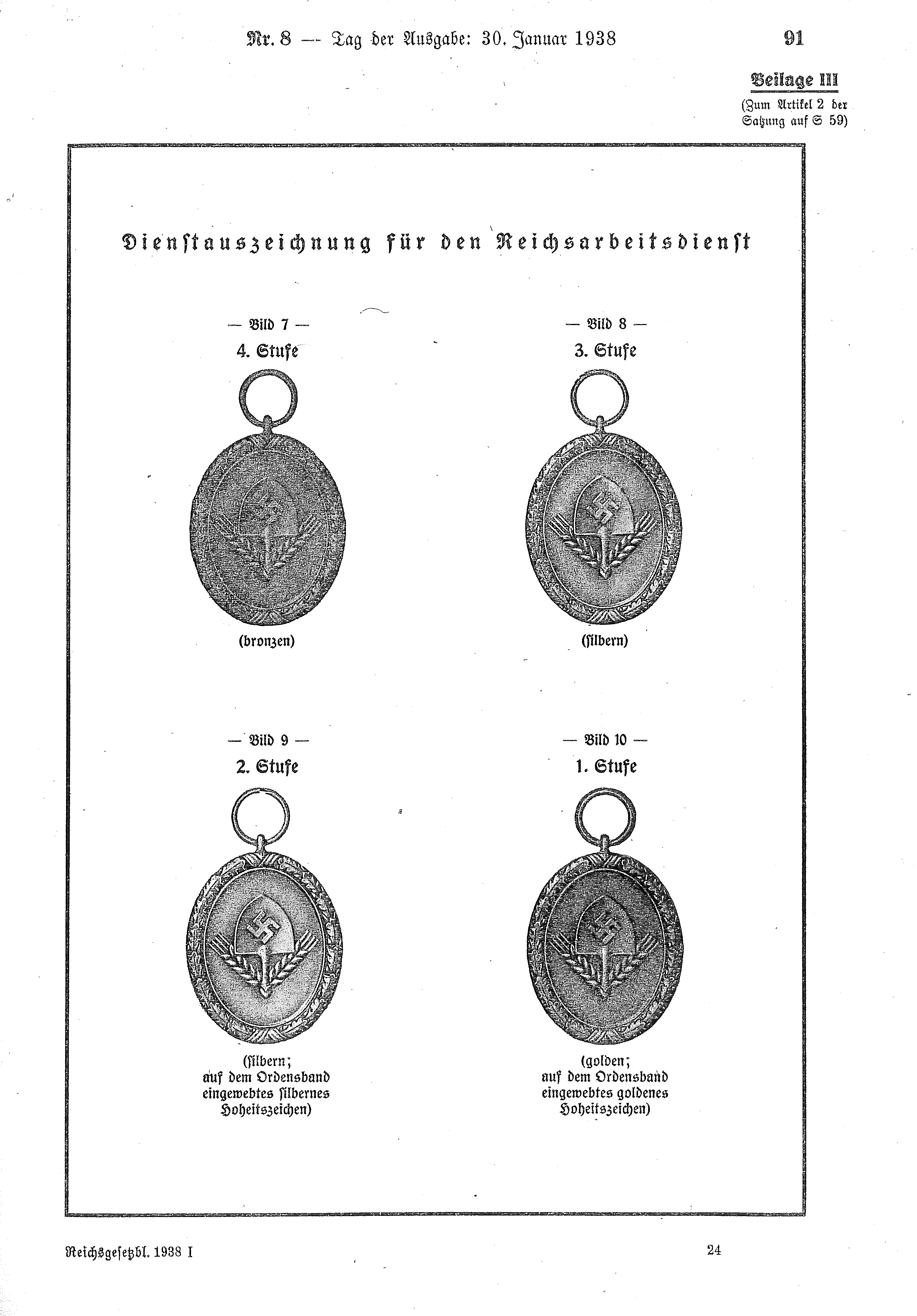
Amtliches Vorlagemuster der Dienstauszeichnung für die männliche Jugend

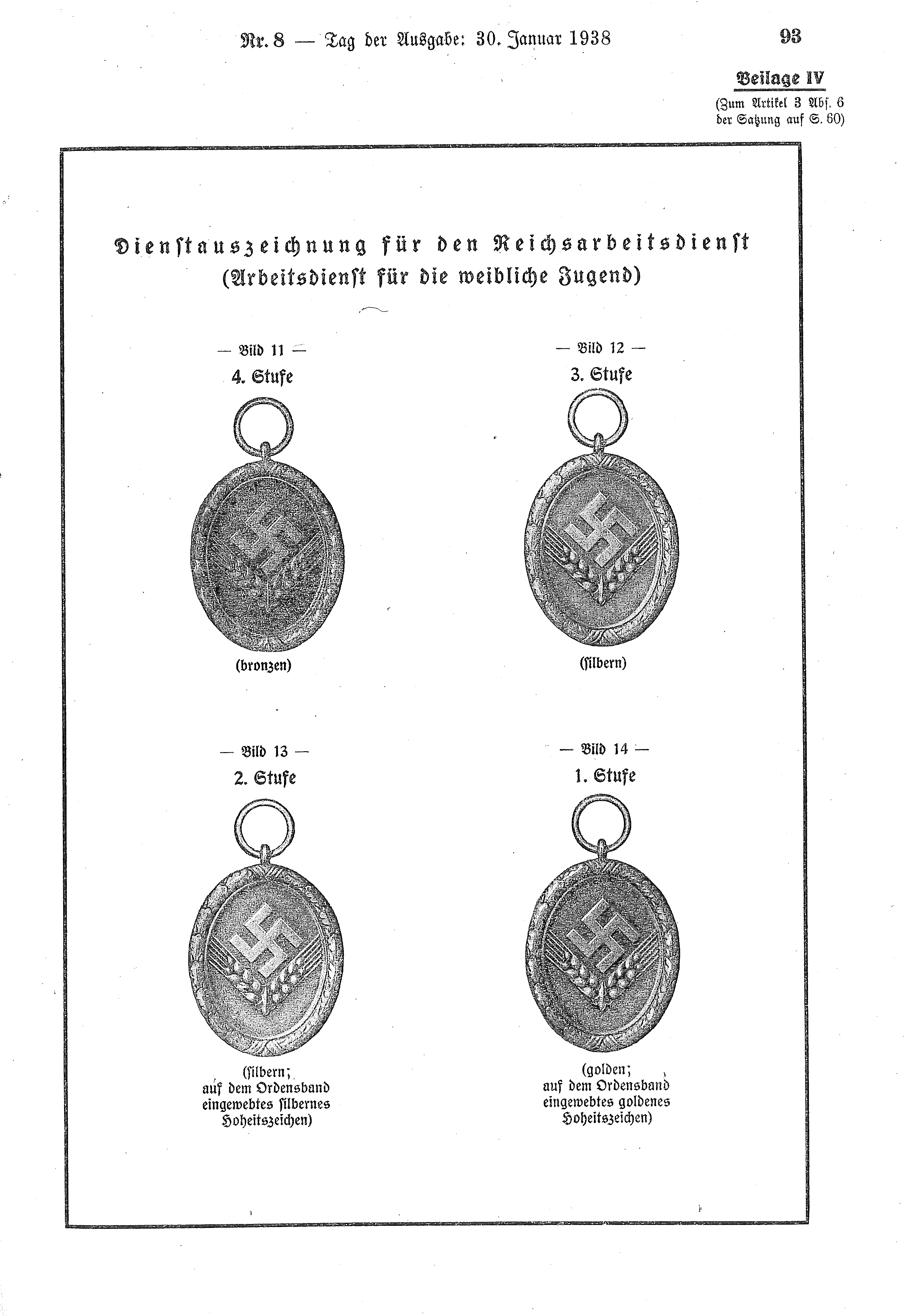
Amtliches Vorlagemuster der Dienstauszeichnung für die weibliche Jugend

Vorschlageliste für die Dienstauszeichnung des Reichsarbeitsdienstes

Die Dienstauszeichnung für den Reichsarbeitsdienst war eine Dienstauszeichnung für alle Angehörigen des Reichsarbeitsdienstes, die per Verordnung am 30. Januar 1938 von Adolf Hitler gestiftet wurde. Der volle Wortlaut der Verordnung lautete: Aus Anlass der fünften Wiederkehr des Tages der nationalen Erhebung stifte ich als Anerkennung für treue Dienste im Reichsarbeitsdienst die „Dienstauszeichnung für den Reichsarbeitsdienst“. Die Einzelheiten bestimmt die Satzung. Berlin, den 30. Januar 1938, Der Führer und Reichskanzler Adolf Hitler, Der Reichsminister des Innern Frick.

## Satzungsinhalt
Die am gleichen Tag erlassene Satzung der Dienstauszeichnung für den Reichsarbeitsdienst bestimmt dann die weiteren Einzelheiten dieser Auszeichnung, die in ihrem vollen Inhalt lautete: Die Dienstauszeichnung für den Reichsarbeitsdienst ist eine Anerkennung für treue Dienstleistungen im Reichsarbeitsdienst. Ihre Verleihung erfolgte in vier Stufen:
- für 4-jährige treue Dienstleistungen die 4. Stufe
- für 12-jährige treue Dienstleistungen die 3. Stufe
- für 18-jährige treue Dienstleistungen die 2. Stufe
- für 25-jährige treue Dienstleistungen die 1. Stufe.[2]

### Form und Trageweise der Dienstauszeichnung
Die Dienstauszeichnung der 4. Stufe ist eine ovale, bronzene Medaille, die auf der Vorderseite das Zeichen des Reichsarbeitsdienstes in erhabener Prägung, auf der Rückseite die Inschrift: Für treue Dienste im Reichsarbeitsdienst zeigt. Die Dienstauszeichnung 3. Stufe gleicht der 4. Stufe; ist jedoch silbern. Die Dienstauszeichnung 2. Stufe gleicht der 3. Stufe; auf dem Bande eingewebt wird aber das silberne Hoheitsabzeichen getragen. Die Dienstauszeichnung der 1. Stufe gleicht der 2. Stufe; Medaille und Hoheitszeichen sind jedoch golden. Die Dienstauszeichnung aller vier Stufen wird am kornblumenblauen Bande auf der linken Brustseite getragen. Die Stücke der Dienstauszeichnung, die an Angehörige des Wehrdienstes für die weibliche Jugend verliehen werden, tragen auf der Vorderseite das Zeichen des Arbeitsdienstes für die weibliche Jugend. (Spaten und Ähren bei männlichen, bei weiblichen das Hakenkreuz und Ähren) Artikel 4 der Satzung regelte dann die Durchführungsbestimmung, die in ihrem vollen Wortlaut war:

## Durchführungsverordnung
Die Dienstauszeichnung für den Reichsarbeitsdienst konnte nur an Angehörige des Reichsarbeitsdienstes einschließlich des Arbeitsdienstes für die weibliche Jugend verliehen werden. Auf diese Dienstzeit konnte angerechnet werden:
1. die Zeit der Ableistung der Wehrpflicht, soweit sie die Arbeitsdienstpflicht übersteigt,
2. die Dienstzeit im nationalsozialistischen Arbeitsdienst,
3. die im hauptamtlichen Dienst der NSDAP, ihrer Gliederungen und angeschlossenen Verbände verbrachte Zeit.

Dieselbe Anrechnung galt im Übrigen auch für Dienstzeiten, die hauptberuflich im Reichsarbeitsdienst zurückgelegt worden waren. Für die auszufüllenden Vorschlagemuster war sodann ein amtlicher Mustervordruck zu verwenden.

## Sonstiges

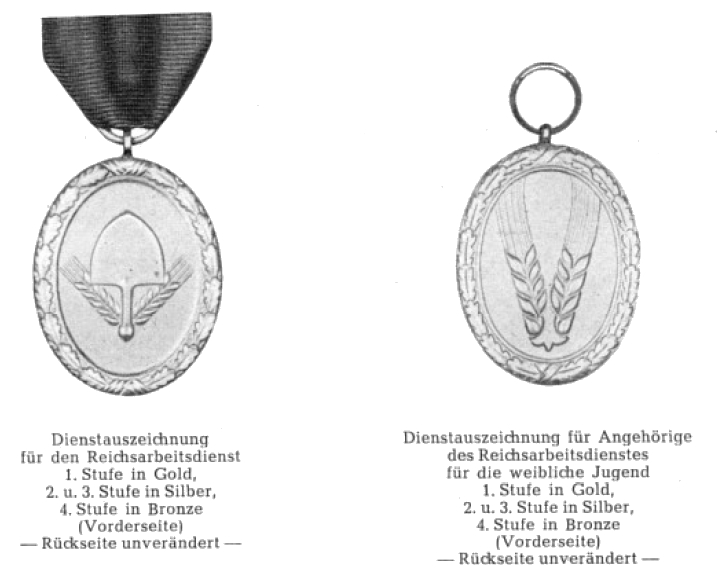
Dienstauszeichnung des RAD in der 57er Version

Mit der Durchführungsbestimmung enden die gesetzlichen Grundlagen, bis 1945 sind dann keine weiteren Änderungen mehr vorgenommen worden. Exakte Verleihungszahlen lassen sich nicht belegen, da im RAD „Millionen“ Männer und Frauen gedient haben. Bisher sind Verleihungsurkunden der 4. Stufe bekannt geworden. Die Dienstauszeichnung des Reichsarbeitsdienstes konnte neben einer Dienstauszeichnung der Wehrmacht gleichrangig getragen werden. Laut Gesetz über Titel, Orden und Ehrenzeichen vom 26. Juli 1957 ist das Tragen der Auszeichnung in der Bundesrepublik Deutschland nur ohne nationalsozialistische Embleme gestattet.